# Faramea coussarioides
Faramea coussarioides är en måreväxtart som beskrevs av Spencer Le Marchant Moore. Faramea coussarioides ingår i släktet Faramea och familjen måreväxter. Inga underarter finns listade i Catalogue of Life.